# Elecciones estatales de Renania-Palatinado de 1955
La elección del estado de Renania-Palatinado de 1955 se celebró el 15 de mayo.
La elección fue fuertemente influenciada por las circunstancias políticas a nivel nacional, se hizo evidente que la CDU obtuvo la mayoría absoluta de los escaños. El SPD logró en esta elección el que hasta hoy ha sido su peor resultado en Renania-Palatinado.

## Resultados
Los resultados fueron:
| Partido | Partido | Votos   | %     | Escaños |
| ------- | ------- | ------- | ----- | ------- |
|         | CDU     | 741384  | 46,81 | 51      |
|         | SPD     | 501751  | 31,68 | 37      |
|         | FDP     | 201847  | 12,74 | 12      |
|         | KPD     | 50896   | 3,21  |         |
|         | FWG     | 45220   | 2,86  |         |
|         | BHE     | 28271   | 1,78  |         |
|         | BdD     | 10527   | 0,66  |         |
|         | PdgD    | 3092    | 0,20  |         |
|         | DLV     | 841     | 0,05  |         |
| Total   | Total   | 1583829 |       | 100     |

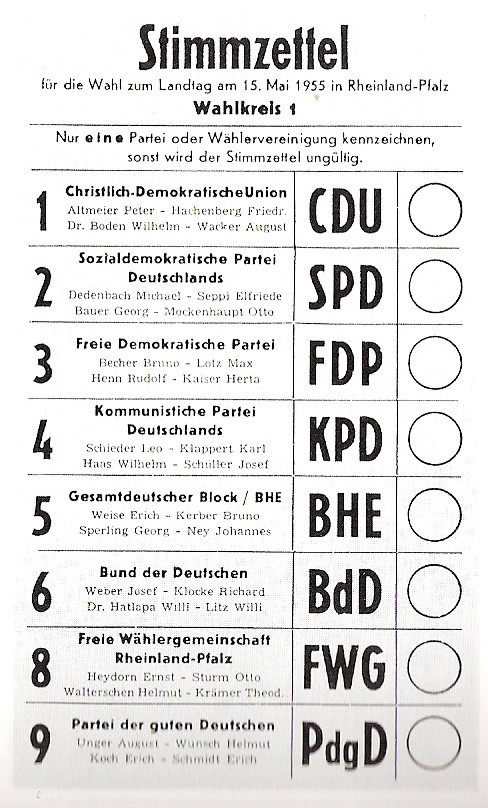
Papeleta.

FWG = Freie Wählergemeinschaft Rheinland-Pfalz (Lista del DRP con algunos candidatos del Deutschen Partei).

## Consecuencias
La CDU obtuvo mayoría absoluta. A pesar de la mayoría absoluta de los democristianos, el FDP se mantuvo como socio de coalición de estos.
El FWG de extrema derecha (alianza electoral del DRP y el DP) y el Partido Comunista de extrema izquierda no pudieron afectar de manera decisiva  el resultado de las elecciones.